# Cyborg Justice
Pour les articles homonymes, voir Cyborg (homonymie).
Cyborg Justice est un jeu vidéo de type Beat them all sorti en 1993 sur Mega Drive. Le jeu a été développé par Novotrade et édité par Sega.